# Acutiramus
Acutiramus es un género extinto de euriptérido que vivió desde finales del Silúrico al Devónico Inferior. Es uno de los "escorpiones" de mar más grandes, con pinzas de 5 cm de longitud y una longitud total de alrededor de 2 m. Está relacionado con Pterygotus.

## Descripción
Los miembros de la familia Pterygotidae, que vivieron entre los períodos Ordovícico al Devónico, se caracterizan por sus grandes exoesqueletos con placas en forma de media luna. El telson (cola) está expandido, siendo más aplanado que alto. También poseían quelíceros (apéndices junto a la boca) grandes y alargados, con fuertes dientes bien desarrollados en ellos. Sus patas eran pequeñas y delgadas, careciendo de espinas.
Acutiramus se distingue de otros pterigótidos por el margen distal de las quelas, en las que el diente final se encuentra en un ángulo agudo con respecto al resto del apéndice (de aquí deriva el nombre Acutiramus, que significa “brazo agudo”). El diente grande del centro de la garra se inclina distalmente, es decir que apunta hacia adelante. La prosoma (cabeza) es subcuadrada, con ojos compuestos localizados en el borde de las esquinas frontales. El telson tiene una fila baja de protuberancias corriendo hacia abajo hasta su centro.

## Especies
- Acutiramus Ruedemann, 1935  
  - Acutiramus bohemicus (Barrande, 1872) — Silúrico, República Checa 
    - = Pterygotus comes Barrande, 1872 — Silúrico, República Checa 
    - = Pterygotus mediocris Barrande, 1872 — Silúrico, República Checa 
    - = Pterygotus blahai  Semper, 1898 — Silúrico, República Checa 
    - = Pterygotus fissus Seemann, 1906 — Silúrico, República Checa 

  - Acutiramus cummingsi (Grote & Pitt, 1875) — Silúrico, Estados Unidos y Canadá
    - = Pterygotus acuticaudatus  Pohlman, 1882 — Silúrico, Estados Unidos
    - = Pterygotus buffaloensis Pohlman, 1881 — Silúrico, Estados Unidos
    - = Pterygotus quadraticaudatus Pohlman, 1882 — Silúrico, Estados Unidos

  - Acutiramus floweri Kjellesvig-Waering & Caster, 1955 — Silúrico, Estados Unidos
  - Acutiramus macrophthalmus (Hall, 1859) — Silúrico,  Estados Unidos y Canadá
    - = Pterygotus osborni Hall, 1859 — Silúrico, Estados Unidos
    - = Pterygotus cobbi var. juvenis Clarke & Ruedemann, 1912 — Silúrico, Estados Unidos

  - Acutiramus perneri Chlupáč, 1994 — Devónico, República Checa 
  - Acutiramus perryensis Leutze, 1958 — Silúrico, Estados Unidos
  - Acutiramus suwanneensis Kjellesvig-Waering, 1955 — ¿Silúrico?, Estados Unidos

## Galería

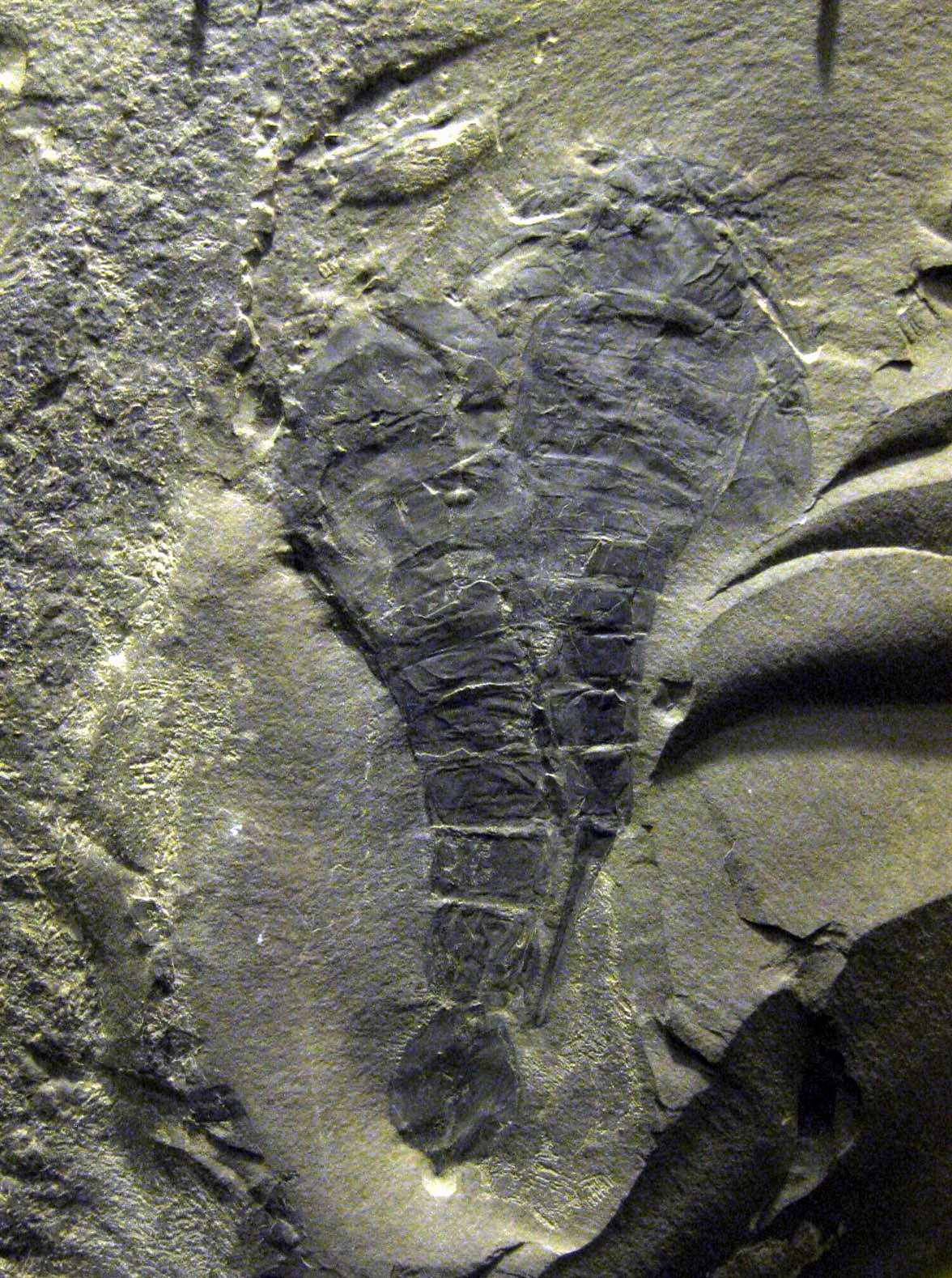
Acutiramus cummingsi y Eurypterus remipes en exhibición en el Museo Schiele de Historia Natural, en Gastonia, Carolina del Norte.
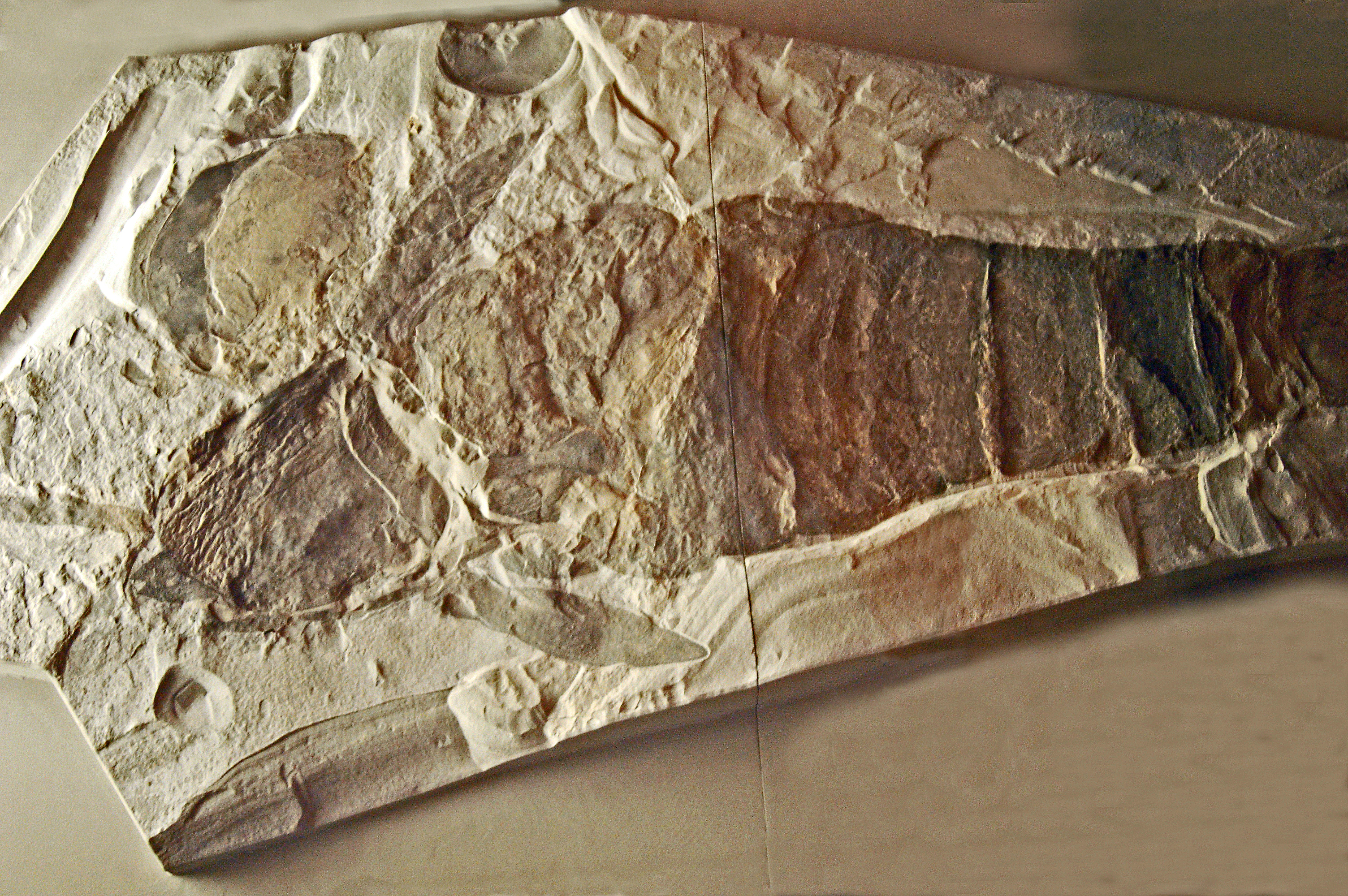
Acutiramus macrophthalmus hallado cerca de Ilion, estado de Nueva York en exhibición en el Museo Real de Ontario, en Toronto.
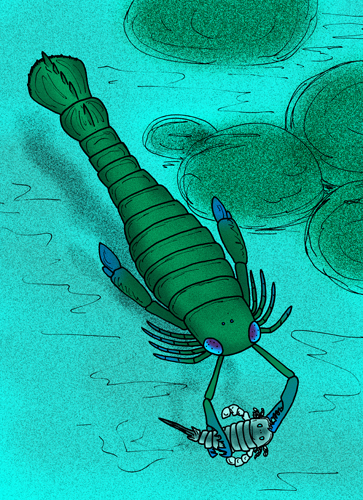
Recreación de Acutiramus cummingsi